# Rich Thompson (baseball, 1979)
Pour le lanceur australien, voir Rich Thompson (baseball, 1984).
Richard Charles Thompson (né le 23 avril 1979 à Reading, Pennsylvanie, États-Unis) est un voltigeur des Ligues majeures de baseball ayant joué en 2004 pour les Royals de Kansas City et en 2012 pour les Rays de Tampa Bay.

## Carrière
Rich Thompson est un choix de sixième ronde des Blue Jays de Toronto en 2000. Joueur des ligues mineures, Thompson est échangé aux Pirates de Pittsburgh par les Blue Jays le 8 juillet 2003 contre le lanceur John Wasdin. En décembre 2003, les Pirates le cèdent aux Padres de San Diego qui l'échangent immédiatement aux Royals de Kansas City pour le lanceur des ligues mineures Jason Szuminski. Thompson fait ses débuts dans le baseball majeur avec les Royals le 7 avril 2004 mais ne joue que six parties et frappe dans le 20 avril dans un double jeu, ce qui sera pendant plus de 8 ans sa seule présence au bâton au plus haut niveau du baseball professionnel.
Il passe ensuite plusieurs années en ligues mineures, de nouveau dans l'organisation des Pirates (de 2004 à 2006) mais aussi dans celles des Diamondbacks de l'Arizona (2007) et des Phillies de Philadelphie (2008 à 2012).
En mai 2012, les Phillies échangent Thompson aux Rays de Tampa Bay contre le voltigeur Kyle Hudson. Huit ans après son dernier match au plus haut niveau avec Kansas City, Thompson revient dans les majeures avec les Rays le 16 mai. Le 17 mai, le joueur de 33 ans réussit son premier coup sûr dans les majeures, aux dépens du lanceur Felix Doubront des Red Sox de Boston. Thompson dispute 23 parties avec les Rays en 2012, frappant deux coups sûrs en 22 présences au bâton et totalisant un point produit et six buts volés. Il signe un contrat des ligues mineures avec les Rays en prévision de la saison 2013.